# Traprain Law

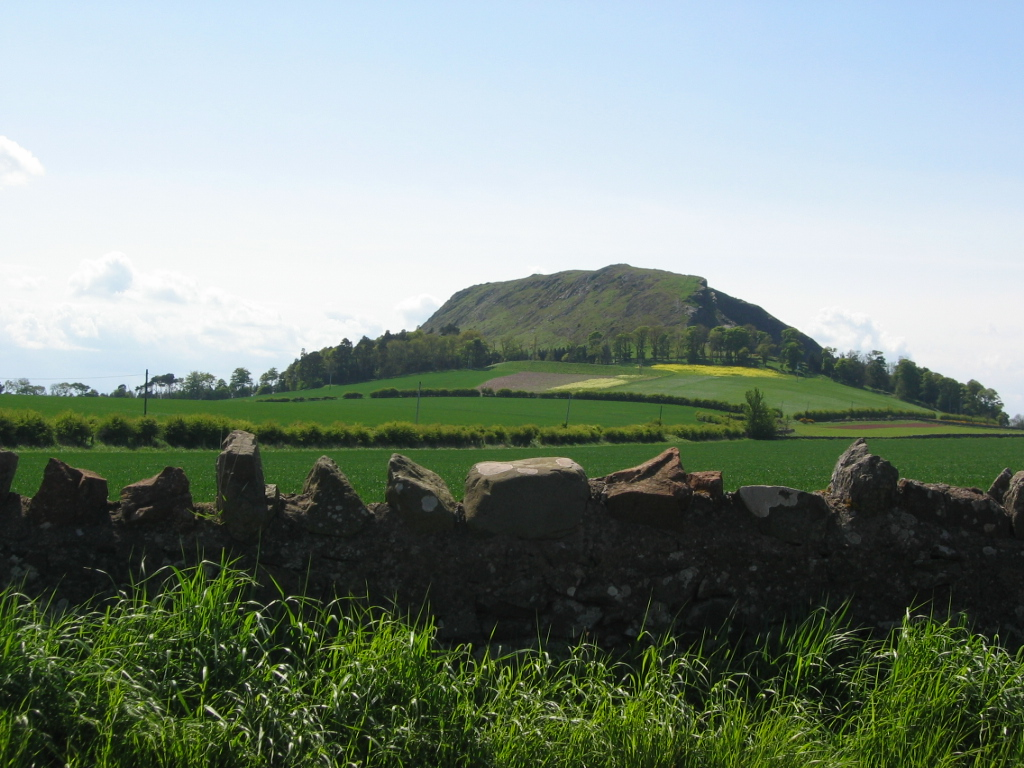
Vue de Traprain Law.

Traprain Law est une colline de 221 m d'altitude située 6 km à l'est de Haddington, dans l'East Lothian, en Écosse. Elle est le site d'un oppidum ou d'une colline fortifiée couvrant 16 hectares à son extension maximale.
La colline est utilisée depuis au moins 1 500 ans av. J.-C., en tant que place funéraire. Des fortifications datant de 1000 ans av. J.-C. y ont été découvertes. Ces fortifications ont été reconstruites et remaniées plusieurs fois au cours des siècles suivants. Les fouilles ont montré que le site a été occupé à la fin de l'âge du fer et lors de la période romaine, depuis environ 40 av. J.-C. jusqu'au dernier quart du IIe siècle de notre ère, peu après la construction du mur d'Antonin. Le site est réinvesti après le retrait des troupes romaine au sud du mur d'Hadrien. Il est alors occupé sans interruption, d'environ 220 jusqu'au début du Ve siècle ou, peu après la réfection de son enceinte, il est abandonné
Au Ier siècle de notre ère, les auteurs gréco-romains nous donnent le nom du peuple des Votadini, comme celui des habitants de la région. Il est généralement considéré que Traprain Law était alors l'un de leurs principaux habitats, peut-être celui appelé "Curia" par Claude Ptolémée. Au départ des Romains, les Votadini s'affirment comme un royaume indépendant connu sous le nom de royaume de Gododdin. Traprain Law est alors probablement leur chef-lieu avant le déplacement de celui-ci à Edinburgh Castle.

## Étymologie
Cette colline n'est connue sous le nom de Traprain Law que depuis la fin du XVIIIe siècle, elle prend alors son nom d'un hameau proche. Étymologiquement, ce nom est d'origine cambrienne, proche du gallois tref "ferme" et soit pren "arbre", soit bryn "colline".
Auparavant, on trouve ce lieu sur les cartes anciennes sous le nom de Dunpendyrlaw. Localement, il est toujours connu sous le nom de Dunpelder. Ce dernier nom semble également d'origine cambrienne, rejoignant le gallois din "fortification", "forteresse" et pelydr "hampes de lance", sa signification serait donc "La forteresse aux hampes de lances".

## Recherches archéologiques
Les premières fouilles sur le lieu sont entreprises en 1914 et se poursuivent jusqu'en 1923. Sous la direction de Alexander Curle (en), directeur du Royal museum of Scotland (et frère de James Curle, l'inventeur de Trimontium), ils découvrent des couches de pierre fragmentée et les vestiges de maisons de bois.
En 1919, les chercheurs mettent au jour un trésor composé de 170 pièces d'argenterie romaine. La découverte a été faite dans une fosse au sein de l'habitat mis au jour. Des monnaies romaines accompagnaient le trésor, parmi lesquelles une de Valens, trois d'Arcadius et une d'Honorius, ce qui permet de dater la trouvaille du Ve siècle de notre ère,.
La plupart des objets ont été écrasés et mis en pièces, seul un petit nombre reste intact. Il s'agit essentiellement de vaisselle d'argent, mais le trésor comporte également des pièces paléochrétiennes et des vestiges de l'uniforme d'un officier romain.
D'autres recherches ont été réalisées en 1939 par Cruden et en 1947 par Bersu.
Le trésor a été restauré et envoyé au musée national des antiquités d'Écosse à Edinburgh. Il est maintenant sous la garde du Royal Museum of Scotland (devenu le Musée national d'Écosse).
| - Argenterie du trésor de Traprain Law, East Lothian, Écosse. - Pièces d'argenterie découpée en morceau. - Bol en argent. - Plat d'argent triangulaire, Coupe et bol. - Passoire en argent et cuillère d'argent présentant des signes chrétiens, chrisme et poisson. |

## Folklore
Selon la légende, Traprain Law est la falaise d'où Teneu, la mère de Kentigern de Glasgow, a été jetée lorsque son père, le roi Leudonus a découvert qu'elle était enceinte de Owain mab Urien. Sauvée par la providence divine, elle est transportée par bateau dans la communauté de Servan de Culross où elle donne naissance à Kentigern.